# Ibrahim Čokić
Hadži Ibrahim Hakki-efendija Čokić (1871 Brčko, osmanská říše – 27. února 1948 Tuzla, Federativní lidová republika Jugoslávie ) byl bosenskohercegovský islámský duchovní a pedagog bosňáckého původu.

## Životopis
Podle rodinné tradice Čokićové se do bosenské obce Kovači v okrese Zavidovići přistěhovali z okolí Temešváru. Ten roku 1716 ve prospěch habsburské monarchie dobyl na Osmanech vojevůdce Evžen Savojský. Nejstarší potomek rodu byl Hasan-efendija Islamović zvaný Čoka (snad z maďarského csóka neboli kavka) byl mudarrisem, okresním náčelníkem, v Temešváru a později odešel do Bosny. Hasanův syn Mula Mehmed a jeho syn Ahmed Ferhat byli správci, mutevelijové, islámské nadace spravující medresu v Horní Tuzle. Ferhatův syn Mula Mehmed byl imámem v Brčku a jeho syn Muhamed (1844–1907) pak byl mudarrisem, učitelem v medrese, v Brčku. Později byl Muhamed jmenován muftím (1888–1907) a mudarrisem v Behram-begově medrese v Dolní Tuzle. Muhamed měl čtyři syny, Mustafu Sidkiho (zemř. 1927), Ahmeda Lutfiho (zemř. 1933), Abdurahmana Adila (zemř. 1954) a Ibrahima Hakkiho.
Ibrahim se narodil v Brčku, kde jeho otec působil jako mudarris v medrese Čačak. Základní a vyšší vzdělání v islámských vědách získal v rodném městě, nato studoval v Šarí‘atské soudní škole v Sarajevu (absolvoval 1897). Od roku 1900 pracoval jako učitel náboženství v tuzlanském gymnáziu. Od roku 1904, kdy vykonal profesorskou zkoušku z arabského jazyka na Vídeňské univerzitě, na stejném gymnáziu vyučoval arbský jazyk a literaturu, poté turecký a arabský jazyk a nakonec islámský katechismus a arabský jazyk. Do toho několik let bezúplatně přednášel v Behram-begově medrese. Roku 1933 byl zvolen muftím v Tuzle a na tomto místě strval až do roku 1936, kdy byly všechny úřady muftí v Jugoslávii zrušeny.
Roku 1927 pedagog založil a vydával časopis Hikjmet (Moudro), zaměřený na islámskou náboženskou tematiku, který poté vycházel až do roku 1936. V redakci působili i jeho bratři Abdurahman Adil a Ahmed Lutfi. Mezi Čokićovy nejvýznamnější příspěvky se řadí cestopis z poutě do Mekky (Moje putovanje na hadž), kterou podnikl roku 1932.
Ibrahim Čokić zemřel 27. února 1948. Pohřben byl na hřbitově u Jalské (Mehmed-agovy) mešity v Tuzle. Roku 1949 bylo jeho tělo společně s mnoha dalšími exhumováno, jelikož došlo k rozšíření silnice pod mešitou.